# Як Лане
Джак Даниел Каличи Лейн (на шведски: Jack Daniel Kalichi Lahne) е шведски футболист, който играе на поста централен нападател. Състезател на Старт.

## Кариера

### Бромапойкарна
Джак прави своя професионален дебют за Бромапойкарна на 15 години, в мач от Купата на Швеция срещу Норшьопинг през март 2017 г. Лейн дебютира за Бромапойкарна в Суперетан през лятото на 2017 г. Вкарва първия си гол за "Би Пи" в Суперетан на 22 юли 2017 г. при победата с 0:5 като гост на Отвидаберис, превръщайки го в най-младия голмайстор за Бромапойкарна, на 15 години и 271 дни. В края на сезон 2017 на Суперетан, "Би Пи" печели промоция за Алсвенскан.
През сезон 2018 на Алсвенскан Лейн отбелязва 4 гола в 19 мача, като Бромапойкарна изпада обратно във второто ниво, след като губи в плейофа за оставане срещу Ескилстуна, мач в който Джак отбелязва гол.

### Ботев Пловдив
На 25 февруари 2022 г. Лейн е обявен за ново попълнение на Ботев (Пловдив). Дебютира на 5 март при домакинската победа с 2:1 в "градското дерби" срещу Локомотив и отбелязва първия си гол за клуба в същия мач.

## Национална кариера
Лейн записва общо 30 мача за националните отбори по футбол на Швеция до 17 г. и до 19 г.

## Успехи
Бромапойкарна
- Суперетан (1): 2017